# رونالد تريمن
رونالد تريمن (بالإنجليزية: Roland Trimen)‏ (29 أكتوبر 1840–25 يوليو 1916) عالم تاريخ طبيعي بريطاني.